# Логвин Валентина Петрівна
Валенти́на Петрі́вна Логвин — голова громадського об'єднання «Центр української культури „Січ“», Мінськ.

## З життєпису
Народилася в Київській області, тут закінчила ЗОШ. Закінчила київський університет ім. Шевченка. Вийшла заміж, з 1975 року проживає в Мінську. Працювала в мінському НДІ, згодом почала викладати в університеті, доцент Білоруської державної академії фізичної культури. Чоловік помер, проживала з дитиною. Станом на 2001 рік й надалі — голова громадського об'єднання «Центр української культури „Січ“», Мінськ.

## Нагороди
- Відзнака Президента України — ювілейна медаль «25 років незалежності України» (22 серпня 2016) — за вагомий особистий внесок у зміцнення міжнародного авторитету Української держави, популяризацію її історичної спадщини і сучасних надбань та з нагоди 25-ї річниці незалежності України[1]
- орден «За заслуги» III ступеня (15 серпня 2001) — за вагомий особистий внесок у піднесення міжнародного авторитету України, зміцнення співробітництва і дружніх зв'язків з історичною Батьківщиною та з нагоди 10-ї річниці незалежності України[2].